# إيشاميل يارتي
إيشاميل يارتي (بالإنجليزية: Ishmael Yartey)‏ (11 يناير 1990 في غانا - ) هو لاعب كرة قدم غاني في مركز الوسط جناح ‏. شارك مع منتخب غانا تحت 17 سنة لكرة القدم. أما مع النوادي، فقد لعب مع نادي بنفيكا ونادي بيرا مار ونادي جل فيسنتي ونادي سوشو ونادي سيرفيت ونادي سيون ونادي فاتيما وبورتلاند تمبرز و نادي حطين السعودي. يلعب حاليا لصالح الحد في الدوري البحريني الممتاز منذ 2022.

## وصلات خارجية
- إيشاميل يارتي على موقع الاتحاد الدولي (مؤرشف)  (الإنجليزية)
- إيشاميل يارتي على موقع الدوري الأمريكي (الإنجليزية)
- إيشاميل يارتي على موقع قاعدة بيانات كرة القدم.إي يو (الإنجليزية)
- إيشاميل يارتي على موقع Soccerway.com (الإنجليزية)
- إيشاميل يارتي على موقع AS.com (الإسبانية)